# Ложница (Велење)
Ложница (словен. Ložnica) је насељено место у општини Велење, Савињска регија, Словенија.

## Историја
До територијалне реорганизације у Словенији била је у саставу старе општине Велење.

## Становништво
У попису становништва из 2011. године, Ложница је имала 196 становника.
| Број становника према пописима | Број становника према пописима | Број становника према пописима |
| ------------------------------ | ------------------------------ | ------------------------------ |
| 1991                           | 2002                           | 2011                           |
| 118                            | 164                            | 196                            |